# Joseph Chuard
Pour les articles homonymes, voir Chuard.
Joseph Chuard, né à Cugy, dans le district de la Broye, le 20 mai 1870 et mort à Zurich le 8 février 1935 , est une personnalité politique suisse, membre du parti conservateur.

## Sources
- Georges Andrey, John Clerc, Jean-Pierre Dorand et Nicolas Gex, Le Conseil d’État fribourgeois : 1848-2011 : son histoire, son organisation, ses membres, Fribourg, Éditions de la Sarine, 2012, 143 p. (ISBN 978-2-88355-153-4, lire en ligne), p. 68
- Annuaire officiel du canton de Fribourg, articles de presse au moment de son décès.